# Police Quest

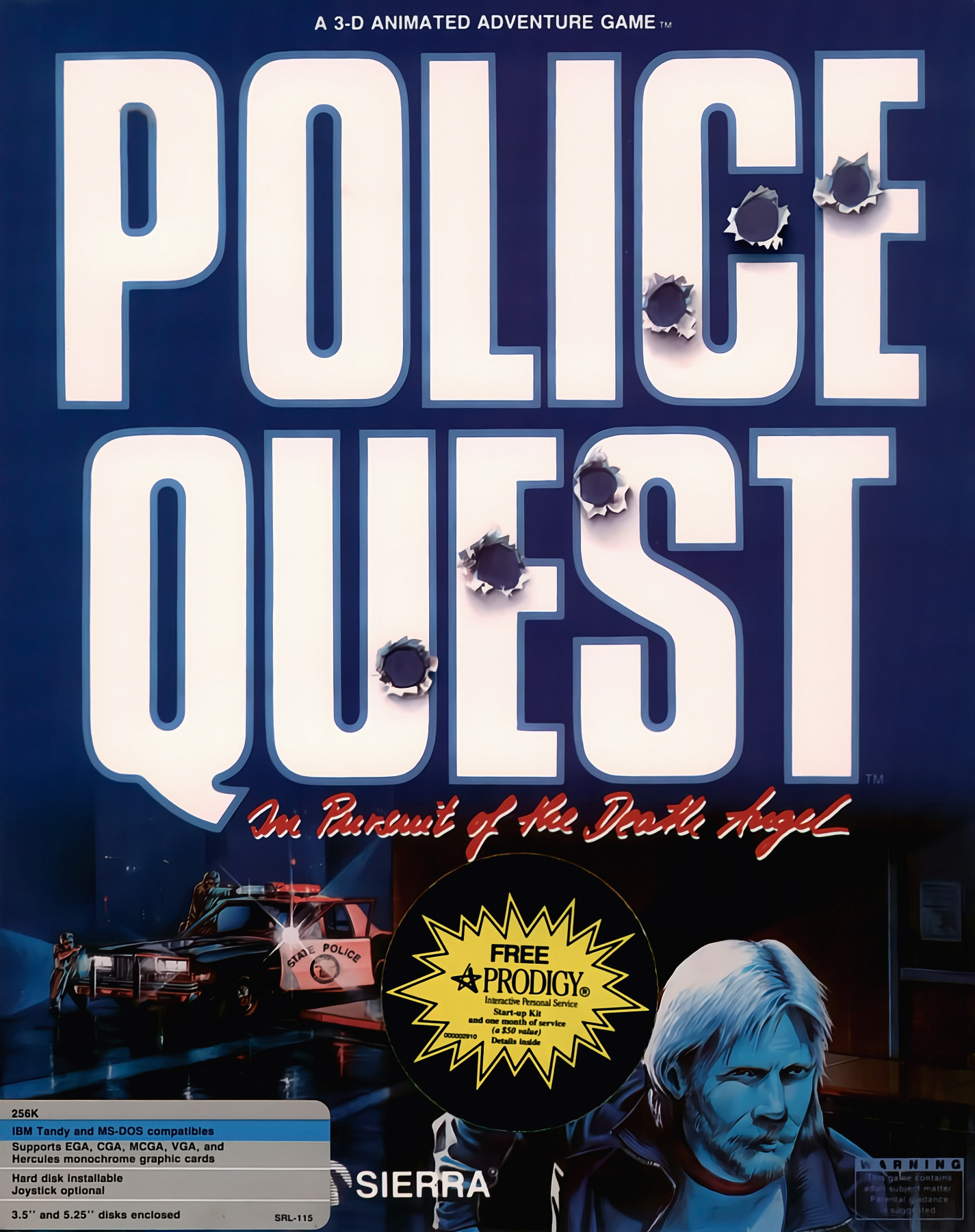
Couverture du jeu Police Quest: In Pursuit of the Death Angel sorti en 1987)

Police Quest est une série de jeux vidéo d'aventure développée et publiée par Sierra On-Line entre 1987 et 1993. La série originale est composée des trois premiers jeux, qui relatent les aventures du policier Jim Walls (Sonny Bonds dans le jeu), ainsi que du quatrième, développé par Daryl Gates. Ce dernier développa en outre en 1995 Police Quest: SWAT qui se trouve être un jeu de simulation tactique plutôt qu'un jeu d'aventure graphique. Les jeux Police Quest: SWAT et Police Quest: SWAT 2 développés ont conservé le nom de Police Quest, mais il convient généralement de considérer que ces deux jeux appartiennent à une série différente. D'autres jeux dans la série SWAT ont ensuite été développés, mais ne portant plus le nom Police Quest.
Liste des jeux Police Quest :
- Police Quest: In Pursuit of the Death Angel (1987, version améliorée en 1991)
- Police Quest II: The Vengeance (1988)
- Police Quest III: The Kindred (1991)
- Police Quest IV: Open Season (1993)
- Police Quest: SWAT (1995)
- Police Quest: SWAT 2 (1998)

## Tentative pour continuer la série
Le 16 juillet 2013, Jim Walls a annoncé l'ouverture d'une collecte de fonds Kickstarter pour un successeur de la franchise Police Quest, ayant pour nom Precinct. Robert Lindsley, un vétéran de l'entreprise Sierra, a été engagé en tant que producteur exécutif du jeu. Le jeu devait être développé par le studio nouvellement crée Jim Walls Reloaded, où Robert Lindsley était également président. L'objectif de financement du Kickstarter était de 500 000 $, avec une période de collecte de fonds du 16 juillet au 16 août. Cependant, Jim Walls ferma prématurément la collecte le 6 août 2013, avec 85 090 $ collectés et 1 870 contributeurs.
Une nouvelle tentative de collecte de fonds alternative a été lancée, mais celle-ci échouera aussi. Comme l'explique Robert Lindsley : "Nous n'avons tout simplement pas l'élan nécessaire pour répondre aux exigences de ce projet".
En août 2014, Activision a réactivé le label Sierra Entertainment, offrant un avenir potentiel à la franchise.